# 勝川春好

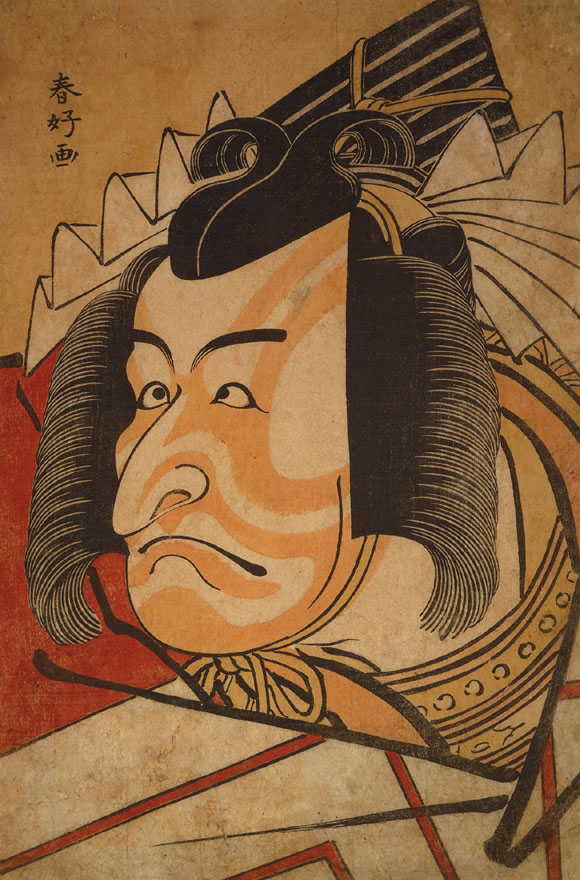
五代目市川團十郎の『暫』。春好画。

勝川 春好（かつかわ しゅんこう、寛保3年〈1743年〉 - 文化9年10月28日〈1812年12月1日〉）とは、江戸時代中期の浮世絵師。

## 来歴
勝川春章の門人。本姓は清川、通称伝次郎。勝川の画姓を称す。『画師冠字類考』（観嵩月編、文政年間の成立）には、通称喜三郎、一度破門されて蘭秀と名乗ったが、春章と和睦して春好に改号したとする異説がある。作画期は明和末年から文化の頃にかけてで、作品は細判の役者絵が最も多く、細判二枚続、三枚続に特色が見られる。役者大首絵のほか相撲絵の作もある。天明8年（1788年）から寛政2年（1790年）頃には、半身像による大首絵をさらにクローズアップさせたブロマイドのような「大顔絵」で五代目市川團十郎の『暫』などを描いた。春好の「大顔絵」は後の東洲斎写楽に影響を与えたといわれる。ほかに黄表紙や洒落本の挿絵も手がけている。『浮世絵類考』には四十五、六歳の頃に中風を患い、右手が使えなくなったことにより以後は絵を描くことを止め、麻布の善福寺に遁世したが、烏亭焉馬の求めにより市川白猿の像を左筆で描いたとある。享年70。墓所は台東区西浅草の善照寺、法名は釈春好信士。

## 作品
- 『出世米饅頭』　※黄表紙、安永7年（1778年）刊行
- 『品川楊枝』　※洒落本、寛政11年（1799年）序。芝晋交の作
- 「中村仲蔵の石川五右衛門」　大判錦絵　東京国立博物館所蔵
- 「市川高麗蔵・大顔」　大判錦絵　東京国立博物館所蔵
- 「楽屋内・中村仲蔵」　錦絵　東京国立博物館所蔵
- 「柏戸・江戸が崎・谷風」　錦絵　東京国立博物館所蔵
- 「二代目坂東三津五郎の白酒売」　細判錦絵　城西大学水田美術館所蔵
- 「三代目瀬川菊之丞の白酒売」　細判錦絵　城西大学水田美術館所蔵
- 「達磨と遊女図」　絹本着色　東京国立博物館所蔵　※「行年六十一歳　春好左筆」の落款と花押、四方赤良の画賛あり。享和3年（1803年）の作
- 「春好自画像」　紙本着色　浮世絵太田記念美術館所蔵